# Charlotte Corday

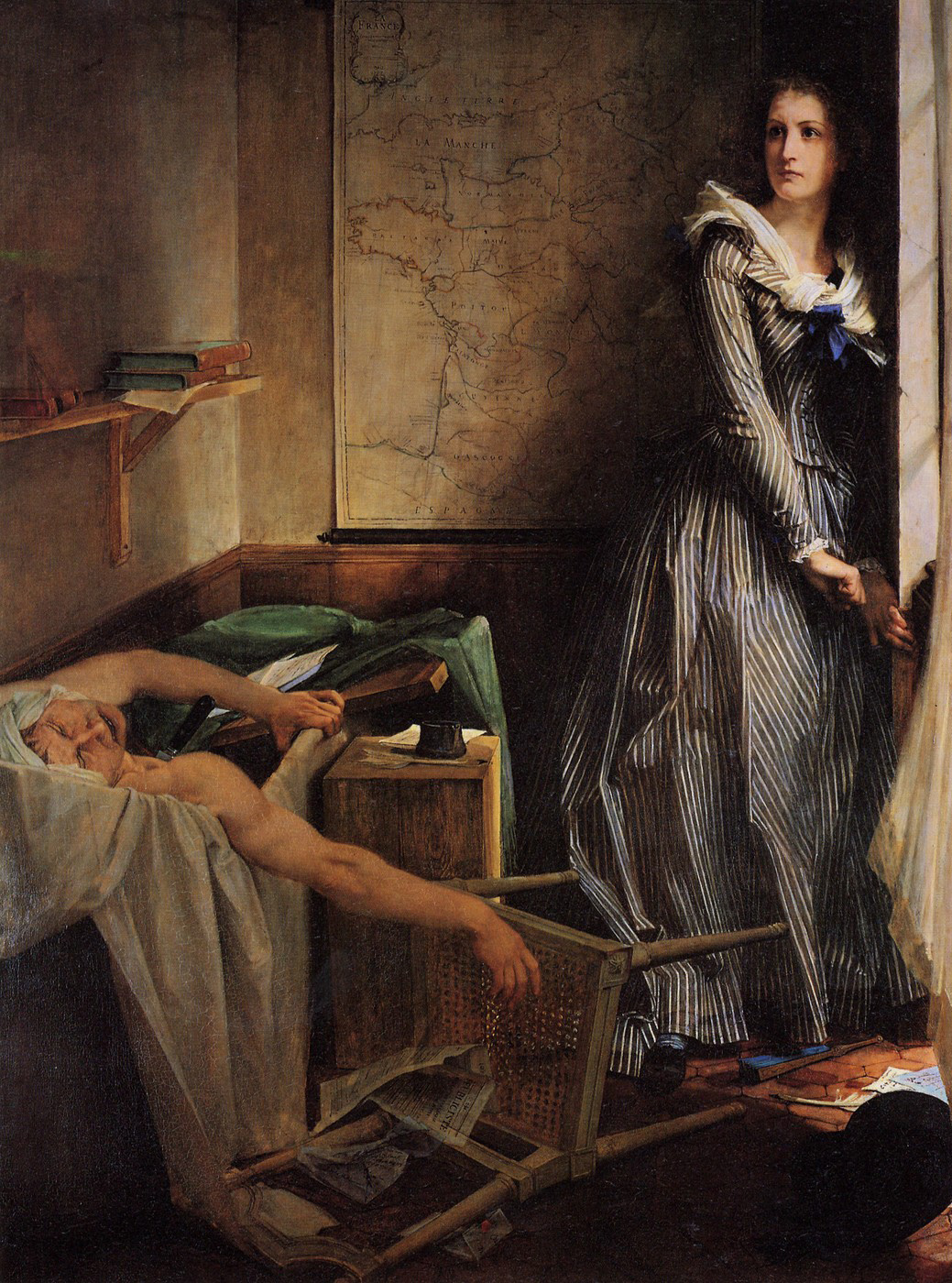
Paul Baudry: Charlotte Corday, 1860

Marie-Anne Charlotte Corday d’Armont (Saint-Saturnin-des-Ligneries, 1768. július 27. – Párizs, 1793. július 17.) francia nemeskisasszony, a francia forradalom szereplője. Arról ismert, hogy  ő gyilkolta meg Jean-Paul Marat jakobinus vezetőt.

## Élete
Charlotte 1768. július 27-én született Saint-Saturnin-des-Ligneries-ban, ami ma Écorches része. Szülei elszegényedett nemesek voltak. Édesanyja révén a francia drámaíró, Pierre Corneille rokona volt.
Oktatása a Abbaye aux Dames zárdában zajlott Caen városban, Normandiában. 1791-ig maradt a zárda falai között, amikor bezárták azt. Hamar a forradalom mellé állt, és megmaradt a girondisták lelkes támogatójának.
Marat a jakobinus párt tagja volt, annak a jakobinus pártnak a tagja, amely a forradalom után bevezette a diktatúrát Franciaországban. Marat, későbbi áldozata újságíró volt, aki cikkein keresztül gyakorolt hatást a népre. Újságának címe a Nép barátja (L'Ami du peuple) volt.

## Marat meggyilkolása

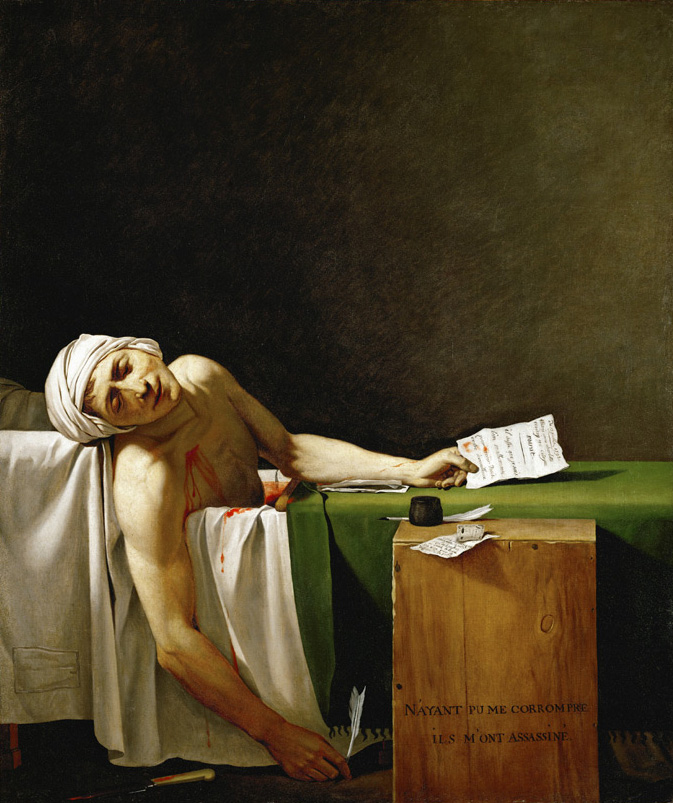
Jacques-Louis David: Marat halála

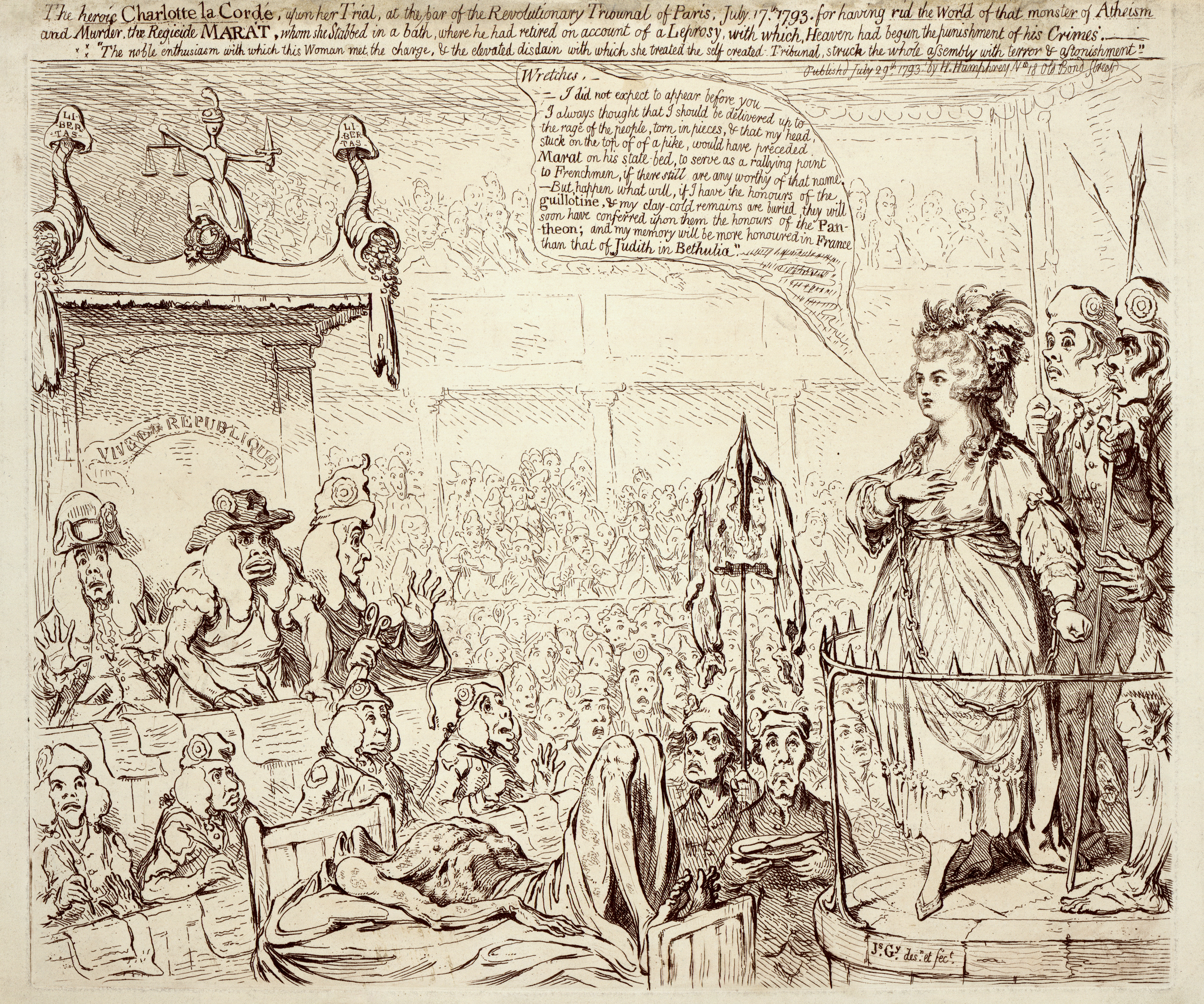
James Gillray, (1756-1815)- Charlotte Corday a bíróság előtt

Az elhatározást Marat meggyilkolására a vérmezőn (Massacres de septembre) történtek iránti ellenszenve gerjesztette, amiért Marat volt a felelős.
1791 után unokatestvérével, Mme Le Coustellier de Bretteville-Gouville-el élt Caen városban. Charlotte 1793. július 9‑én otthagyta unokatestvérét és Plutarkhosz „Párhuzamos életrajzok” című munkájával Párizsba költözött és a Hôtel de Providence-ben szállt meg. A Palais-Royalban vásárolt egy kést, és megírta Adresse aux Français amis des lois et de la paix (Szónoklat a béke és jog francia barátainak), amiben megmagyarázza tettének okait. Július 13-án délelőtt felkereste Marat-t azzal az indokkal, hogy informálja őt egy Caen-ban szerveződő girondista felkelésről. Akkor elküldték, de este újra próbálkozott, és ez alkalommal Marat a dolgozószobájában fogadta. A jakobinus politikus legtöbb ügyét egy kádból folytatta le, most is így tett.
Marat leírta a girondisták nevét, amit Charlotte diktált neki. Ekkor rántotta elő kését és mártotta bele Marat mellkasába, megsértve tüdejét, aortáját és bal szívkamráját. Mielőtt meghalt, még segítségért kiáltott: „Aidez, ma chère amie !” (Segíts, kedves barátom!).
Tárgyalásán Charlotte kijelentette, hogy egyedül követte el tettét, mint mondta: „Megöltem egy embert, hogy százezreket mentsek meg.”
Ezek a szavak hangzottak el Maximilien de Robespierre szájából is XVI. Lajos francia király kivégzésénél. Négy nappal azután, hogy Marat-t 1793. július 13-án megölte, Charlotte Corday-t guillotine-nal kivégezték. Ahogy fejét vették, egyik hóhérja felemelte fejét a kosárból, és arcon ütötte. Szemtanúk azt állították, hogy amikor arcon ütötték, arcán mély felháborodás volt látható. Ezt a pofont elfogadhatatlannak tartották a „guillotine-etikettben”, és az elkövetőt 3 hónapra be is börtönözték.
Charlotte Corday testét más kivégzettekkel együtt egy árokba dobták. Az azonban nem tisztázott, hogy levágott fejét is teste mellé temették, vagy megtartották, mint kuriózumot. Van olyan elképzelés, hogy a koponya a Bonaparte-család tulajdonában volt egészen a XX. századig.

## Megjelenése a kultúrában
Alphonse de Lamartine Corday-nak ajánlotta „Histoire des Girondins” (1847) című könyvét, melyben a gyilkosság angyalának (l'ange de l'assassinat) nevezi Corday-t.
Jacques-Louis David is megfestette a jelenetet 1793-ban.
A Corday által elkövetett gyilkosságot dolgozza fel Peter Weiss 1964-es színművében, a Jean Paul Marat üldöztetése és meggyilkolása, ahogy a charentoni elmegyógyintézet színjátszói előadják de Sade úr betanításábanban.
Alakja feltűnik az Assassin's Creed Unity videójátékban.
Jókai Mór "A kőszívű ember fiai" c. regényében is említésre kerül a levágott fej arculütés utáni pirulása a "Régi jó barátok" c. fejezetben.